# Gare de Loivre
La gare de Loivre est une gare ferroviaire française de la ligne de Reims à Laon, située sur le territoire de la commune de Loivre, dans le département de la Marne en région Grand Est. 
Elle est mise en service en 1857 par la Compagnie des chemins de fer des Ardennes. C'est une halte ferroviaire de la Société nationale des chemins de fer français (SNCF), desservie par des trains TER Grand Est.

## Situation ferroviaire
Établie à 81 m d'altitude, la gare de Loivre est située au point kilométrique (PK) 11,219 de la ligne de Reims à Laon entre les gares de Courcy - Brimont et d'Aguilcourt - Variscourt.
Elle dépend de la région ferroviaire de Reims. Elle dispose de deux voies principales (1 et 2) et deux quais d'une « longueur continue maximale » (longueur utile) : de 185 m pour le quai de la voie 1 et 150 m pour le quai de la voie 2.

## Histoire
La Compagnie des chemins de fer des Ardennes met en service les 52 kilomètres de la ligne de Reims à Laon en 1857, le 31 août pour les voyageurs et le 15 octobre pour les marchandises. La station de « Loivre », dessert Loivre village de 844 habitants situé sur le canal de l'Aisne.
Le premier bâtiment de la gare, détruit par faits de guerre en 14-18 a été remplacé par un bâtiment type "reconstruction" qui existe toujours mais est devenu une habitation.

## Fréquentation
Selon les estimations de la SNCF, la fréquentation annuelle de la gare figure dans le tableau ci-dessous
.
| Année     | 2015   | 2016   | 2017   | 2018   | 2019   | 2020   | 2021   | 2022   | 2023   | 2024   |
| --------- | ------ | ------ | ------ | ------ | ------ | ------ | ------ | ------ | ------ | ------ |
| Voyageurs | 30 100 | 30 161 | 32 324 | 27 644 | 26 527 | 31 268 | 33 768 | 43 778 | 51 678 | 58 616 |

## Service des voyageurs

### Accueil
Halte SNCF, c'est un point d'arrêt non géré (PANG) à entrée libre.

### Desserte
Loivre est desservie par des trains régionaux TER Grand Est, qui effectuent des missions entre les gares de Reims et de Laon.

### Intermodalité
Le parking des véhicules est possible à proximité de l'ancien bâtiment voyageurs.